# Southampton Reef
Southampton Reef är ett rev på Stora barriärrevet i Australien. Det ligger cirka 145 km nordost om Mackay i delstaten Queensland.